# Past Future
Past<Future – dziewiąty album japońskiej piosenkarki Namie Amuro, wydany 16 grudnia 2009 w wersji CD i CD+DVD.

## Lista utworów
CD
| 1.  | FAST CAR                       | 3:19  |
|     |                                |       |
| 2.  | COPY THAT                      | 4:24  |
|     |                                |       |
| 3.  | LOVE GAME                      | 3:38  |
|     |                                |       |
| 4.  | Bad Habit                      | 3:09  |
|     |                                |       |
| 5.  | Steal my Night                 | 3:31  |
|     |                                |       |
| 6.  | FIRST TIMER feat. DOBERMAN INC | 5:23  |
|     |                                |       |
| 7.  | WILD                           | 3:18  |
|     |                                |       |
| 8.  | Dr.                            | 5:38  |
|     |                                |       |
| 9.  | Shut Up                        | 4:07  |
|     |                                |       |
| 10. | MY LOVE                        | 4:03  |
|     |                                |       |
| 11. | The Meaning Of Us              | 4:27  |
|     |                                |       |
| 12. | Defend Love                    | 4:03  |
|     |                                |       |
|     |                                | 49:00 |
|     |                                |       |
DVD
| 1. | FAST CAR (Teledysk)          | 3:25  |
|    |                              |       |
| 2. | LOVE GAME (Teledysk)         | 3:56  |
|    |                              |       |
| 3. | WILD (Teledysk)              | 3:22  |
|    |                              |       |
| 4. | The Meaning Of Us (Teledysk) | 4:35  |
|    |                              |       |
| 5. | Dr. (Teledysk)               | 5:54  |
|    |                              |       |
| 6. | Defend Love (Teledysk)       | 4:26  |
|    |                              |       |
|    |                              | 25:38 |
|    |                              |       |

## Oricon
| Diagram                                                    | Pozycja |
| ---------------------------------------------------------- | ------- |
| Dzienny diagram Oricon (w pierwszym dniu sprzedaży)        | #1      |
| Tygodniowy diagram Oricon (w pierwszym tygodniu sprzedaży) | #1      |
| Miesięczny diagram Oricon (w pierwszym miesiącu sprzedaży) | #1      |
| Roczny diagram Oricon                                      | #6      |

### Pozycje wykresu Oricon
Album zadebiutował jako numer #1 na wykresie Oriconu. Pierwszego dnia sprzedano  112,000 egzemplarzy.. Pod koniec pierwszego tygodnia album wszedł na szczyt listy albumów Oricon, sprzedając się w około 331,000 egzemplarzy. Według Oriconu, album sprzedał się w 545,929 egzemplarzy w ciągu dziesięciu tygodni, przewyższając sprzedaż poprzedniego studyjnego albumu Namie, "Play". Według Oricon, album "Past<Future" był numerem jeden albumów w 2010 roku przez osiem miesięcy. "Past<Future" to szósty najlepiej sprzedający się album w 2010 roku w Japonii. Co czyni go najlepiej sprzedającym się albumem od czasu premiery albumu "Genius 2000" na początku 2000 roku. 

## Recenzje
Takurō Ueno ocenił album na cztery i pół na pięć gwiazdek w Rolling Stone Japan.